# Boukhtarma
La Boukhtarma (en russe : Бухтарма) est une rivière du Kazakhstan, qui coule dans l'oblys du Kazakhstan-Oriental. C'est l'un des plus abondants affluents de l'Irtych dans lequel il se jette en rive droite. C'est donc un sous-affluent de l'Ob.

## Géographie
Sa longueur est de 336 kilomètres.
Son bassin versant couvre 12 660 kilomètres carrés.
La rivière est issue des glaciers et des champs de neige des hautes montagnes de l'Altaï méridional et occidental, et coule globalement en direction de l'ouest. Elle se jette en rive droite dans l'Irtych, en territoire kazakh au niveau du réservoir de Boukhtarma.

## Affluents
- La Belaïa Bérel (Белая Берель)
- La Tchernovaïa (Черновая)
- La Belaïa (Белая)
- Le Tourgousoun (Тургусун)

## Hydrométrie - Les débits mensuels à Lesnaïa Pristan
Le débit de la rivière a été observé pendant 34 ans (durant la période 1954-1987) à la station hydrométrique de Lesnaïa Pristan, située à 16 kilomètres en amont de son confluent avec l'Irtych, à 422 mètres d'altitude . 
Le débit inter annuel moyen ou module observé à Lesnaïa Pristan sur cette période était de 203 m3/s pour une surface drainée de 10 700 km2, soit plus ou moins 85 % de la totalité du bassin versant de la rivière. La surface ainsi étudiée ne comprend pas l'important bassin du Tourgousoun (plus de 45 m3/s) ni ceux de plusieurs autres affluents abondants. La lame d'eau écoulée dans ce bassin versant se monte ainsi à 598 millimètres par an, ce qui peut être considéré comme très élevé.
Rivière de haute montagne, alimentée en partie par la fonte des neiges, la Boukhtarma est un cours d'eau de régime nivo-pluvial qui présente globalement deux saisons. 
Les hautes eaux se déroulent du printemps jusqu'à la fin de l'automne, du mois de mai au mois d'octobre. Le pic du débit a lieu en mai et juin et correspond à la fonte des neiges et des glaces des sommets de son bassin. Tout au long de l'été, le débit baisse progressivement tout en se maintenant assez élevé.
Dès le mois de novembre, le débit de la rivière baisse rapidement, ce qui mène à la période des basses eaux. Celle-ci a lieu de décembre à mars inclus. 
Le débit moyen mensuel observé en février (minimum d'étiage) est de 32,2 m3/s, soit 6 % du débit moyen du mois de mai (537 m3/s), ce qui souligne l'amplitude des variations saisonnières. Sur la durée d'observation de 34 ans, le débit mensuel minimal a été de 12,1 m3/s en janvier 1971, tandis que le débit mensuel maximal s'élevait à 904 m3/s en juillet 1969.
En considérant la seule période estivale, libre de glaces (de mai à octobre inclus), le débit mensuel minimal observé a été de 61,2 m3/s en octobre 1981, ce qui restait très confortable.